# Poker Hall of Fame
Opgenomen worden in de Poker Hall of Fame is een van de grootste eerbetoningen die een pokerspeler kan overkomen in zijn loopbaan. Om hiervoor in aanmerking moet een speler voor hoge bedragen hebben gespeeld, tegen hooggewaarde opponenten hebben gespeeld en over een langere tijd respect afdwingende prestaties hebben geleverd.
Wie er toetreedt tot de Poker Hall of Fame werd oorspronkelijk  bepaald door het Horseshoe Casino (tegenwoordig Binion's Horseshoe, Las Vegas), dat in 1979 met het initiatief kwam. Harrah's World Series of Poker nam in 2004 het recht tot benoeming over.

## Uitzonderingen voor toetreding
Niet iedere speler die in de Poker Hall of Fame staat, voldoet aan de vermelde criteria. Voor sommige personen werd een uitzondering gemaakt. Zo werd Edmond Hoyle er in opgenomen vanwege de gestandaardiseerde vorm van pokerregels die hij uitdacht. James 'Wild Bill' Hickok werd doodgeschoten tijdens het spel.

## Poker Hall of Fame
De lijst van spelers opgenomen in de Hall of Fame (tussen haakjes het jaar van toetreding):
- Johnny Moss - (1979)
- Nicholas Dandolos - (1979)
- Felton McCorquodale - (1979)
- Red Winn - (1979)
- Sid Wyman - (1979)
- Wild Bill Hickok - (1979)
- Edmond Hoyle - (1979)
- Blondie Forbes - (1980)
- Bill Boyd - (1981)
- Tom Abdo - (1982)
- Joe Bernstein - (1983)
- Murph Harrold - (1984)
- Red Hodges - (1985)
- Henry Green - (1986)
- Puggy Pearson - (1987)
- Doyle Brunson - (1988)
- Jack Straus - (1988)
- Fred Ferris - (1989)
- Benny Binion - (1990)
- Chip Reese - (1991)
- Amarillo Slim - (1992)
- Jack Keller - (1993)
- Julius Oral Popwell - (1996)
- Roger Moore - (1997)
- Stu Ungar - (2001)
- Lyle Berman - (2002)
- Johnny Chan - (2002)
- Bobby Baldwin - (2003)
- Berry Johnston - (2004)
- Jack Binion - (2005)
- Crandell Addington - (2005)

- T.J. Cloutier - (2006)
- Billy Baxter - (2006)
- Barbara Enright - (2007)
- Phil Hellmuth - (2007)
- Dewey Tomko - (2008)
- Henry Orenstein - (2008)
- Mike Sexton - (2009)
- Dan Harrington - (2010)
- Erik Seidel - (2010)
- Barry Greenstein - (2011)
- Linda Johnson - (2011)
- Eric Drache - (2012)
- Bryan Roberts - (2012)
- Tom McEvoy - (2013)
- Scotty Nguyen - (2013)
- Jack McClelland - (2014)
- Daniel Negreanu - (2014)
- Jennifer Harman - (2015)
- John Juanda - (2015)
- Todd Brunson - (2016)
- Carlos Mortensen - (2016)
- David Ulliott - (2017)
- Phil Ivey - (2017)
- Mori Eskandani - (2018)
- John Hennigan - (2018)
- Chris Moneymaker - (2019)
- David Oppenheim - (2019)
- Huck Seed - (2020)
- Eli Elezra - (2021)
- Layne Flack - (2022)
- Brian Rast - (2023)
- Patrik Antonius - (2024)
- Michael Mizrachi - (2025)
- Nick Schulman - (2025)